# Super Алібі
Super Алібі (фр. Alibi.com) — французький комедійний фільм 2017 року. Режисер — Філіпп Лашо, який також зіграв головну роль.

## Сюжет
Ви хочете відпочити від рутинного життя, але не можете придумати відмазку? Ви затятий футбольний фанат, але сім'я не поділяє Ваших захоплень і не дає Вам сходити на матч? Або у Вас інтрижка з молодою дівчиною, і потрібне надійне прикриття? Тоді звертайтеся в новий проєкт Грега alibi.com. Креативна команда допоможе Вам створити прекрасне алібі на будь-який випадок життя. Як же здивувався Грег, коли в батькові своєї дівчини він впізнав нового клієнта. Хлопець разом зі своїми друзями повинен вигадувати все нові і нові хитрощі, щоб врятувати брехливого батька від гніву сімейства.

## У ролях
- Філіпп Лашо — Грегорі ван Гуффель
- Елоді Фонтан — Фло Мартен
- Жульєн Арруті — Агустін
- Тарек Будалі — Мехді
- Дідьє Бурдон — Жерар Мартен
- Наталі Бей — Мадам Мартен
- Навелл Мадані — Синтія
- Філіпп Дюкен — Моріс
- Меді Садун — Гарсія
- Венсан Дезанья — Ромен

## Цікаві факти
- Фільм «Super Алібі» увійшов до програми Міжнародного комедійного кінофестивалю l’Alpe d’Huez у 2017 році.

- Для Філіппа Лашо фільм став третім режисерським проєктом після «Superнянь» (2014) та «Superнянь 2» (2015), де разом з ним знялись Тарек Будалі та Жульєн Арруті.

- Філіпп Лашо і Елоді Фонтан до цього працювали разом у стрічці «Superнянь 2» (2015).

- Це другі спільні зйомки Дідьє Бурдона і Наталі Бай. Раніше вони грали разом у трилері «Машина» (1994).

- Філіпп Лашо, Тарек Будалі та Жульєн Арруті — старі друзі. За кілька років до їх першого кінопроєкту «Superнянь» вони об'єднались у комік-гурт La bande à Fifi і вели своє шоу на французькому телебаченні.